# ГЕС Обераудорф-Еббс
ГЕС Обераудорф-Еббс – одна із електростанцій на прикордонній річці Інн між Німеччиною та Австрією (федеральна земля Баварія та провінція Тіроль відповідно). Розташована між електростанціями Kirchbichl (вище по течії) та Нуссдорф.
Для спорудження ГЕС річку перегородили бетонною греблею висотою 36 метрів та довжиною 88 метрів. Це створило підпір, що відчувається протягом 9,8 км до устя притоки Інну Weissache. При цьому для захисту прибережних територій на лівому березі відсипали 6 км, а на правому 4 км дамб. Також з німецького боку працює одна, а з австрійського дві насосні станції для відкачування води, яка фільтрується через перепону. 
Гребля містить три водопропускні шлюзи між якими знаходяться дві секції із турбінами типу Каплан загальною потужністю 60 МВт. При напорі у 12,4 метри це обладнання забезпечує річне виробництво на рівні 268 млн кВт-год. Починаючи з 2005 року ГЕС Шердінг-Нойхаус керується дистанційно з диспетчерського пункту на станції Браунау-Сімбах.
Видача продукції відбувається по ЛЕП, що працює під напругою 110 кВ.
У середині 2010-х років тут спорудили спеціальні канали для пропуску риби та відновлення природної біосфери річки.